# 航空园站
航空園站（英語：Aviation Park station，代號：CR2）是一個未來的新加坡地鐵跨島線的地下車站，位於樟宜的地下。

## 歷史
航空園地鐵站在2019年1月25日正式作為跨島線第一期對外公佈。工程將在2020年開工，並在2030年完工。

## 车站楼层
| L1 | 地面層             | 大巴窯2巷                            |
| B1 | 大廳               | 檢票口、自動售票機、車站控制室、商店 |
| B2 | 側式站台，左側開門 | 側式站台，左側開門                   |
| B2 | A站台              | 跨岛线往光明山站方向（罗央站）       |
| B2 | B站台              | 跨岛线往光明山站方向（罗央站）       |
| B2 | 側式站台，左側開門 |                                      |